# Christian Sánchez Narváez
Christian Emmanuel Sánchez Narváez (n. 4 de abril de 1989 en Guadalajara, Jalisco), es un futbolista mexicano que juega como defensa y actualmente está sin club tras finalizar su contrato con Verdes Football Club de la Liga Premier de Belice.
Debutó en la Primera División de México con los Rojinegros del Atlas el 4 de noviembre de 2006, enfrentando a Club Necaxa en el Estadio Jalisco, en partido correspondiente a la Jornada 16 del Apertura 2006; ingresó al terreno de juego al minuto 82 por Hugo Rodallega y el partido finalizó 2-1 a favor de los Rojinegros. 

## Clubes
| Club                 | País      | Año               |
| -------------------- | --------- | ----------------- |
| Atlas                | México    | 2006-2007         |
| Académicos (Cárnet)  | México    | 2006-2007         |
| Jaguares de Chiapas  | México    | 2008              |
| Jaguares B (Cárnet)  | México    | 2008              |
| Atlas                | México    | Clausura 2009     |
| Académicos (Cárnet)  | México    | Clausura 2009     |
| Club Santos Laguna   | México    | Apertura 2009     |
| Morelia              | México    | Bicentenario 2010 |
| San Luis FC          | México    | 2010-2012         |
| Atlas                | México    | Apertura 2012     |
| Tecos                | México    | 2013-2014         |
| Mineros de Zacatecas | México    | 2014-2015         |
| Alebrijes de Oaxaca  | México    | 2015-2016         |
| Loros de Colima      | México    | Clausura 2017     |
| Deportivo Malacateco | Guatemala | Clausura 2018     |
| Jaguares Jalisco     | México    | 2020              |
| Verdes Football Club | Belice    | 2021              |

## Selección nacional

### Sub-17
Christian Sánchez formó parte del plantel que conquistó la Copa Mundial de Fútbol Sub-17 de 2005 celebrada en Perú, bajo las órdenes del entrenador Jesús Ramírez. 
| Mundial | Sede | Resultado | Partidos | Goles |
| ------- | ---- | --------- | -------- | ----- |
| Sub-17  | Perú | Campeón   | 6        | 0     |

### Sub-20
Con el Tricolor Sub-20, disputó el Torneo Sub-20 de la Concacaf 2007, mismo que le otorgó un boleto al conjunto nacional a la Copa Mundial de Fútbol Sub-20 de 2007, pero no fue considerado por Jesús Ramírez para acudir al certamen en Canadá. 
Juan Carlos Chávez lo citó para asistir al Campeonato Sub-20 de la Concacaf de 2009. En el torneo, el Tricolor finalizó en el último sitio del Grupo B y quedó fuera de la posibilidad de ir a la Copa Mundial de Fútbol Sub-20 de 2009 a realizarse en Egipto.

## Palmarés

### Campeonatos internacionales
| Título                                | Club                      | Sede               | Año  |
| ------------------------------------- | ------------------------- | ------------------ | ---- |
| Torneo Sub-17 de la Concacaf de 2005  | Selección Mexicana Sub-17 | Culiacán y Heredia | 2005 |
| Copa Mundial de Fútbol Sub-17 de 2005 | Selección Mexicana Sub-17 | Perú               | 2005 |